# 1448 Lindbladia
1448 Lindbladia (1938 DF) là một tiểu hành tinh vành đai chính được phát hiện ngày 16 tháng 2 năm 1938 bởi Y. Vaisala ở Turku.